# Kap Feoktistow
Kap Feoktistow (russisch Мыс Николай Феоктистова Mys Nikolai Feoktistowa) ist ein Kap an der Küste des ostantarktischen Enderbylands. Es liegt rund 5,5 km östlich der Molodjoschnaja-Station am Ufer der Alaschejewbucht und markiert die östliche Begrenzung der Zerkal’naya Bay.
Luftaufnahmen entstanden 1956 im Rahmen der Australian National Antarctic Research Expeditions und 1957 bei einer sowjetischen Antarktisexpedition. Sowjetische Wissenschaftler benannten das Kap nach Nikolai Feoktistow, der bei der sowjetischen Antarktisexpedition als Meteorologe tätig war.